# Lê Quang Khải
Lê Quang Khải (ur. 2 września 1952) – wietnamski lekkoatleta, średniodystansowiec.
Wziął udział w igrzyskach olimpijskich w 1980, na których wystartował w biegu na 1500 m. Odpadł w pierwszej rundzie, zajmując ostatnie, 10. miejsce w swoim biegu eliminacyjnym z czasem 4:06,8 s. Był najstarszym wietnamskim lekkoatletą na tych igrzyskach.